# Гурьевка (сельское поселение)
Гурьевка — административно-территориальная единица (административная территория село Гурьевка с подчинённой ему территорией) и муниципальное образование (сельское поселение с полным официальным наименованием муниципальное образование сельского поселения «Гурьевка») в составе Прилузского района Республики Коми Российской Федерации.
Административный центр — село Гурьевка.

## История
Статус и границы административной территории установлены Законом Республики Коми от 6 марта 2006 года № 13-РЗ «Об административно-территориальном устройстве Республики Коми».
Статус и границы сельского поселения установлены Законом Республики Коми от 5 марта 2005 года № 11-РЗ «О территориальной организации местного самоуправления в Республике Коми».

## Население
| 2010 | 2011 | 2012 | 2013 | 2014 | 2015 | 2016 |
| ---- | ---- | ---- | ---- | ---- | ---- | ---- |
| 694  | ↘690 | ↘657 | ↘646 | ↘642 | ↘618 | ↘604 |
| 2017 | 2018 | 2019 | 2020 | 2021 |      |      |
| ↘573 | ↘552 | ↘542 | →542 | ↗600 |      |      |

## Состав
Состав административной территории и сельского поселения:
| № | Населённый пункт | Тип населённого пункта       | Население |
| - | ---------------- | ---------------------------- | --------- |
| 1 | Берёзовка        | деревня                      | 195       |
| 2 | Гурьевка         | село, административный центр | 314       |
| 3 | Корольки         | деревня                      | 94        |
| 4 | Талица           | деревня                      | 91        |